# Laelia lyonsii
Laelia lyonsii là một loài thực vật có hoa trong họ Lan. Loài này được (Lindl.) L.O.Williams mô tả khoa học đầu tiên năm 1941.